# 青柳有美

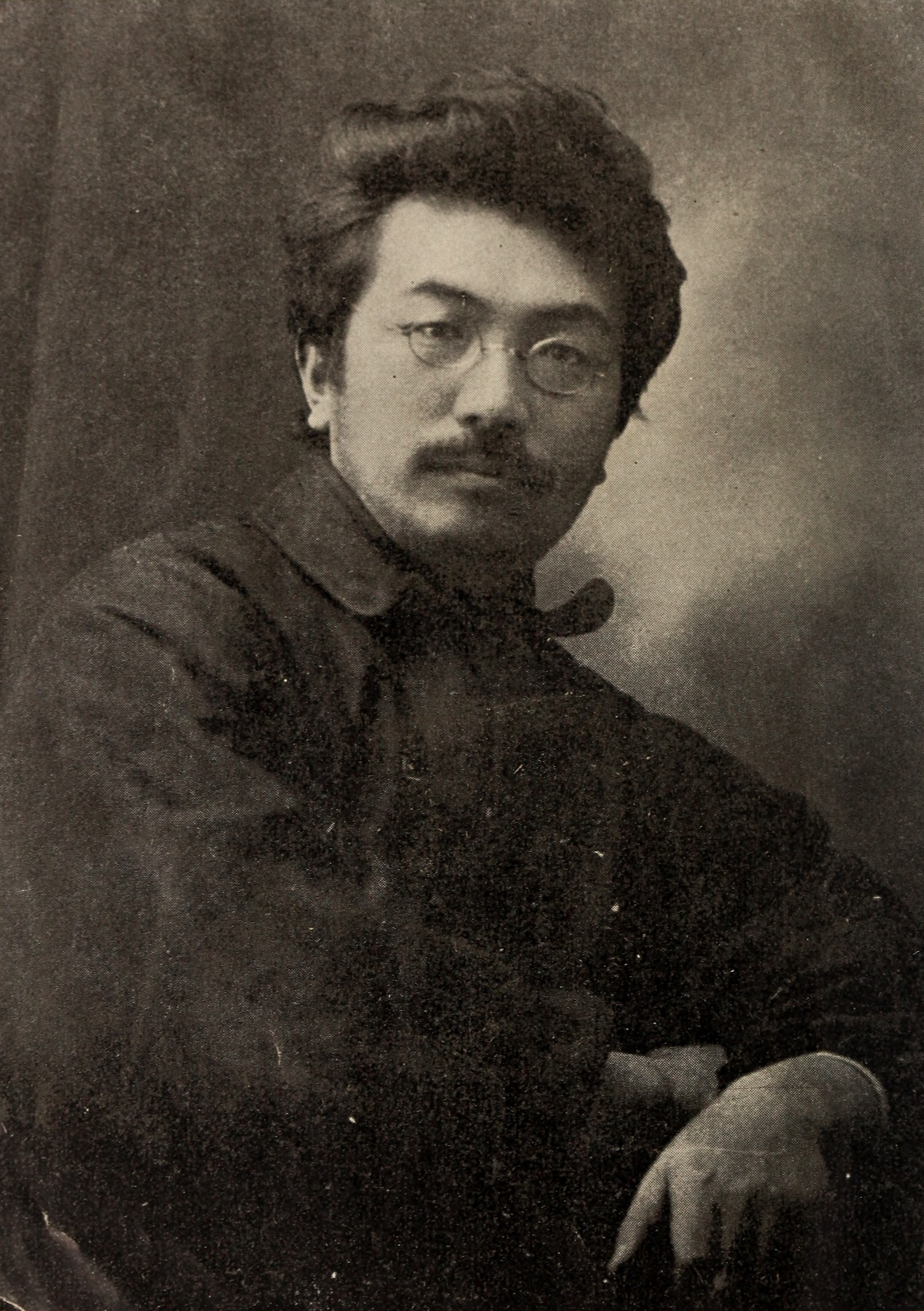
青柳有美、1911年。

青柳 有美（あおやぎ ゆうび、1873年（明治6年）9月27日 - 1945年（昭和20年）7月10日）は、ジャーナリスト、随筆家、牧師。

## 略歴
秋田県秋田市手形本新町生まれ。青柳為治・ヒサの長男。本名は猛。東京の共立学校で学んだのち、故郷の秋田英和学校のハリソンのバイブルクラスで英語を学び、1887年（明治11年）C・E・ガルストより洗礼を受けてキリスト教に入信した。1894年（明治27年）、同志社普通学校の文学政治経済学科を卒業した。1895年（明治28年）、明治女学院で教えながら、関口教会で牧師をする。明治女学院では島崎藤村と同職した。一方では1893年（明治26年）から明治女学院教頭の巌本善治に協力して『女学雑誌』の発刊にかかわり、編集を担当した。1903年（明治36年）には主幹となっている。
その後、一時帰郷して大館中学校、秋田中学校を教鞭をとったが、再び上京し文筆生活に入った。
大正期には実業之世界社の編集者となり、『女の世界』を発行した。安成二郎とともに同誌の編集にあたり、男でも読む毛色の変わった女性誌と評された。女性問題、性、恋愛問題についての著作が多い。
職業の転変がいちじるしく、上に掲げたほか、たばこ屋、扶桑新聞記者、名古屋日報の主筆、東邦電力勤務などを経て、晩年は宝塚歌劇学校の教師であった。墓所は練馬区敬覚寺。

## 著書
- 有美臭 文明堂, 1901－03
- 善魔哲学 文明堂, 1902
- 有美道 丸山舎書籍部, 1906
- 女学生生理 丸山舎書籍部, 1909
- 日本美人論 明治出版社, 1913
- 世界の新しいふらんす女 東亜堂, 1913
- 学理対照九星淘宮術奥伝講義 帝国書院, 1913
- 実験無痛安産法 附・医術の進歩 実業之日本社, 1914
- 有美式 実業之日本社, 1914
- 最新結婚学 実業之世界社, 1915
- 最近科学の進歩（編）実業之世界社, 1915
- 不老不死 実業之世界社, 1915
- 女の裏おもて 昇山堂, 1916
- 男女和合の秘訣 実業之世界社, 1916
- 人情学 広文堂書店, 1916
- お夏清十郎 恋の姫路 井上盛進堂, 1917 「女の話と男の話」と改題
- 新世の中 弘学館書店, 1918
- 新性慾哲学 歌舞社, 1921
- 女征伐 甲寅出版社, 1921
- 接吻哲学 付:煙草哲学.女の真似をしたがる日本の男.夜の世界の進化.川上貞奴を弁護す.私娼絶滅法案附議 日本性学会, 1921
- 寳塚叢書 ペラゴロ双紙 宝塚少女歌劇団出版部, 1924
- 恋愛読本 二松堂, 1926

## 翻訳
- 髯一つ 喜劇脚本 シルレル 千葉秀浦共訳 文明堂, 1905